# Обрез

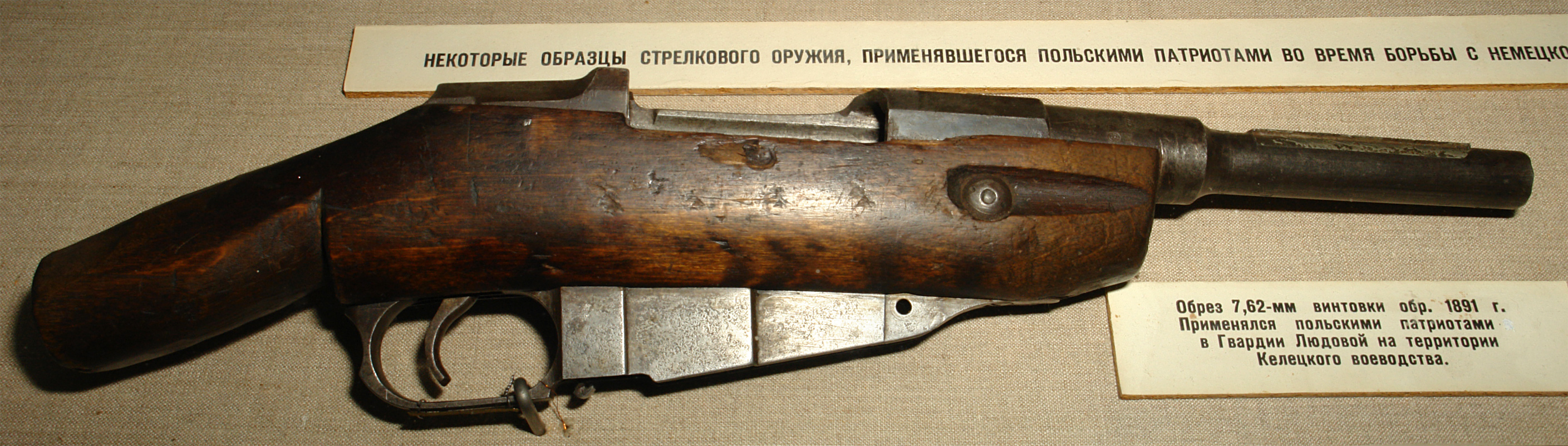
Обрез винтовки Мосина обр. 1891 года

Обре́з — атипичное огнестрельное оружие, изготовленное способом укорачивания ствола и/или приклада ружья или винтовки.

## Достоинства и недостатки
Достоинством обреза являются малые размеры, позволяющие осуществлять скрытое ношение оружия. Недостатки: при одинаковом боеприпасе меньшая дульная энергия, чем у исходного образца (но всё же значительно больше, чем у пистолета), при более громком звуке выстрела и сильной дульной вспышке (рассчитанный на более длинный ствол пороховой заряд не успевает в коротком стволе полностью сгореть и передать пуле энергию). Меньшая кучность и эффективная дальность стрельбы в связи с укорочением ствола, кустарной обработкой дульного среза, удалением прицельных приспособлений и приклада исходного образца, избыточным давлением пороховых газов на дульном срезе, вызванным несоответствием мощности патрона длине ствола (см. фото). Кроме того, понижается устойчивость оружия при стрельбе за счёт уменьшения общей массы, повышается отдача.
Эффективность обрезов гладкоствольных ружей (например, классической итальянской лупары) на коротких дистанциях может превосходить поражающую способность автоматического оружия.
Обрез (чаще всего винтовки Мосина) широко использовался во время гражданской войны и позднее как оружие разного рода партизан, повстанцев или преступников, возникло даже устойчивое пропагандистское словосочетание «кулацкий обрез»:

Из кармана сюртука белым мослом выглянула небрежно оструганная залапанная рукоять обреза.
— Дай-ка его мне. — Нагульнов протянул руку, но Титок спокойно отвёл её.
— Нет, не дам! — и улыбнулся, оголяя под вислыми усами чёрные, обкуренные зубы, глядя на Нагульнова острыми, как у хоря, но весёлыми глазами. — Не дам! Имущество забираете, да ещё отрез последний? Кулак должен быть с отрезом, так про него в газетах пишут. Беспременно чтобы с отрезом. Я, может, им хлеб насущный добывать буду, а? Селькоры мне без надобностев… 
Он смеялся, покачивая головой, рук с луки не снимал, и Нагульнов не стал настаивать на выдаче обреза.— Михаил Шолохов «Поднятая целина»
Иногда обрезом неточно называют популярные на Западе предназначенные для самообороны короткоствольные дробовики (англ. shotgun).

## Законодательство
Во многих государствах и странах, включая Россию, владение обрезом или его изготовление противоречит законодательству. Обычно ограничения сводятся к следующему:
- ограничение минимальной длины оружия;
- ограничение минимальной длины ствола;
- запрет самостоятельного укорачивания оружия.

### Австралия
Любое изменение длины ствола требует разрешения от главного комиссара полиции штата.

### Великобритания
Ограничения на длину ствола огнестрельного оружия были введены в 1904 году (когда продажа или аренда любого огнестрельного оружия с длиной ствола короче 9 дюймов лицам без лицензии на покупку и владение оружием была запрещена).
Запрещено укорачивание ствола до длины менее 12 дюймов или уменьшение общей длины оружия менее 24 дюймов.

### Гондурас
В XIX-XX вв. для Гондураса была характерна политическая нестабильность (только за первые 142 года с момента провозглашения независимости, с 1821 по 1963 год в стране было совершено 136 переворотов), законодательство изменялось, а оружие у населения неоднократно изымали и власти, и антиправительственные группировки, и находившиеся на территории страны иностранные войска (в ходе «банановых войн» в 1903, 1907, 1911, 1912 и 1919 годы Гондурас был оккупирован войсками США).
В июле 2000 года был принят новый закон о контроле за огнестрельным оружием, боеприпасами, взрывчатыми веществами и другими связанными с ними материалами, в соответствии с которым гражданам страны разрешено владение неавтоматическим огнестрельным оружием (в том числе, гладкоствольными ружьями 10-го, 12-го, 16-го, 20-го и .410-го калибра, а также винтовками и карабинами калибра не более 7,62 мм) с длиной ствола не менее 46 сантиметров.

### Индия
До 1959 года на территории Индии действовали нормы английского колониального законодательства, установленные в 1878 году. В 1959 году был принят закон о оружии, в соответствии с которым уменьшение длины ствола огнестрельного оружия разрешено только после получения специального разрешения.

### Канада
Оружие ручного перезаряжания заводского изготовления с коротким стволом разрешено; при этом общая длина ружья не должна быть меньше 26 дюймов. В то же время укорачивание ствола с начальной длиной более 18 дюймов до длины менее 18 дюймов запрещено.

### Мексика
В соответствии с действующим законодательством (после реформы законодательства в 1971 году), в стране запрещены винтовки и ружья с длиной ствола менее 635 мм.

### Панама
В Панаме после вторжения США в декабре 1989 года армия, полиция и все остальные вооружённые формирования в стране были разоружены, расформированы и прекратили своё существование. Также войска США изымали оружие и боеприпасы у населения страны. В дальнейшем, началось уничтожение изъятого оружия.
В 1995 году был принят закон № 24, в соответствии с которым было разрешено использование винтовок и ружей в стрелковых тирах, а 27 мая 2011 года был принят закон о оружии, в соответствии с которым населению страны разрешено владение неавтоматическим огнестрельным оружием, однако владение обрезами законодательно запрещено.

### Российская Федерация
13 декабря 1996 года Президент Российской Федерации Б. Н. Ельцин подписал федеральный закон «Об оружии», вступивший в законную силу с 1 июля 1997 года. В соответствии с этим законом, был запрещён оборот в качестве гражданского или служебного оружия любого огнестрельного оружия, имеющего длину ствола менее 500 мм и общую длину оружия менее 800 мм, а также имеющего конструкцию, которая позволяет сделать его длину менее 800 мм при сохранении возможности производства выстрела.
12-14 августа 2024 года на военно-техническом форуме «Армия-2024» был представлен демонстрационный образец двуствольного подствольного дробовика под патрон 12/76 мм для установки на автоматы Калашникова (предложенный в качестве средства для борьбы с низколетящими БПЛА).

### Самоа
В ходе раздела сфер влияния между европейскими колониальными державами на Тихом океане в конце 1899 года острова Самоа были разделены на две части по 171° западной долготы (восточная группа островов получила название «Американское Самоа» и стала территорией США, западная часть стала немецкой колонией «Германское Самоа»). После начала первой мировой войны в конце августа 1914 года немецкие острова заняли новозеландские войска (и в дальнейшем Западное Самоа находилось под управлением Новой Зеландии). В 1960 году был принят законодательный акт («Arms Ordinance 1960»), устанавливавший общие принципы владения оружием для проживавшего на островах населения; после предоставления Западному Самоа независимости 1 января 1962 года был принят ещё один нормативно-правовой документ, в соответствии с которым в законодательство о оружии были внесены уточнения («Arms Amendment Act 1969»). В целом, местное оружейное законодательство в значительной степени основано на британском оружейном законодательстве (так как страна является членом Британского Содружества наций). На Самоа разрешена деятельность оружейных магазинов, торговля и владение оружием, но население может владеть только гладкоствольными ружьями. Владение огнестрельным оружием со стволом длиной менее 12 дюймов законодательно запрещено. Владение пневматическим оружием (в том числе, ружьями для подводной охоты) любой конструкции запрещено (вне зависимости от размеров и мощности).

### СССР
Законодательного запрета в СССР на изменение длины ствола охотничьих ружей установлено не было. Разрешалась установка съемного приклада и пистолетной рукояти (в том числе нестандартных вариантов самостоятельного изготовления). Регистрация старых ружей с укороченными стволами была разрешена в случае, если длина ствола составляла не менее 500 мм (однако ружья со стволами менее 500 мм считались обрезами и изымались). Укорачивание стволов охотничьих ружей заводского изготовления было разрешено при выполнении этого действия в оружейной мастерской.

### США
В 1860-е — 1880-е годы в западных штатах США в связи с частыми ограблениями поездов вооружёнными бандами охранявшие пассажирские и грузопассажирские поезда полицейские и частные охранники имели несколько единиц огнестрельного оружия. Единых стандартов для их экипировки в это время не существовало, и помимо выдававшегося служебного оружия охранникам было разрешено использовать личное огнестрельное оружие. В результате некоторые категории сотрудников (в частности, охранники почтовых вагонов, в которых перевозили крупные суммы денег и ценностей) в это время имели до четырёх единиц оружия (один — два револьвера, винтовку или ружьё и карманный однозарядный пистолет для скрытого ношения) и боекомплект до 500 патронов (так как в некоторых случаях охранникам приходилось отстреливаться из вагонов до подхода помощи на протяжении нескольких часов). Поскольку винтовки в это время были в основном однозарядными, в качестве дополнительного оружия некоторые железнодорожные охранники брали двуствольные ружья или ружейные обрезы (которые имели меньшую длину по сравнению с винтовкой и были более эффективным оружием на коротких дистанциях). После появления многозарядных ружей (в частности, Winchester M1897) в железнодорожной охране США прекратили использовать двуствольные ружья и их обрезы.
В 1898 году фирма «Stevens Arms and Tools» начала выпуск компактного однозарядного «карманного ружья» Stevens 1898 New Model Pocket Shotgun с коротким стволом и пистолетной рукоятью (в 1968 году сохранившиеся экземпляры этих ружей были признаны историческим коллекционным оружием).
26 июля 1934 года конгресс США принял федеральный закон National Firearms Act: с этого времени запрещено частное владение обрезами ружей и винтовок под унитарные патроны с длиной ствола менее 18 дюймов и общей длиной менее 26 дюймов без разрешения от Бюро алкоголя, табака, огнестрельного оружия и взрывчатых веществ. Исторические дульнозарядные ружья с коротким стволом разрешены федеральным законом, хотя и регулируются многими штатами. Укороченные ружья выпускаются заводским способом (на предприятиях и в оружейных мастерских) и могут быть переделаны владельцами при наличии у них лицензий или разрешений.

### Узбекистан
Изначально, здесь продолжали действовать нормы оружейного законодательства СССР. 
18 мая 2019 года нижней палатой парламента страны был принят новый закон об оружии, после одобрения верхней палатой и подписания президентом вступивший в законную силу в декабре 2019 года. В соответствии с законом, законодательно запрещён оборот в качестве гражданского или служебного оружия огнестрельного оружия имеющего длину ствола со ствольной коробкой менее 500 мм и общую длину оружия менее 800 мм, а также имеющего конструкцию, которая позволяет его складывать, сдвигать или разбирать до длины менее 800 мм без потери возможности производства выстрела.

## Галерея

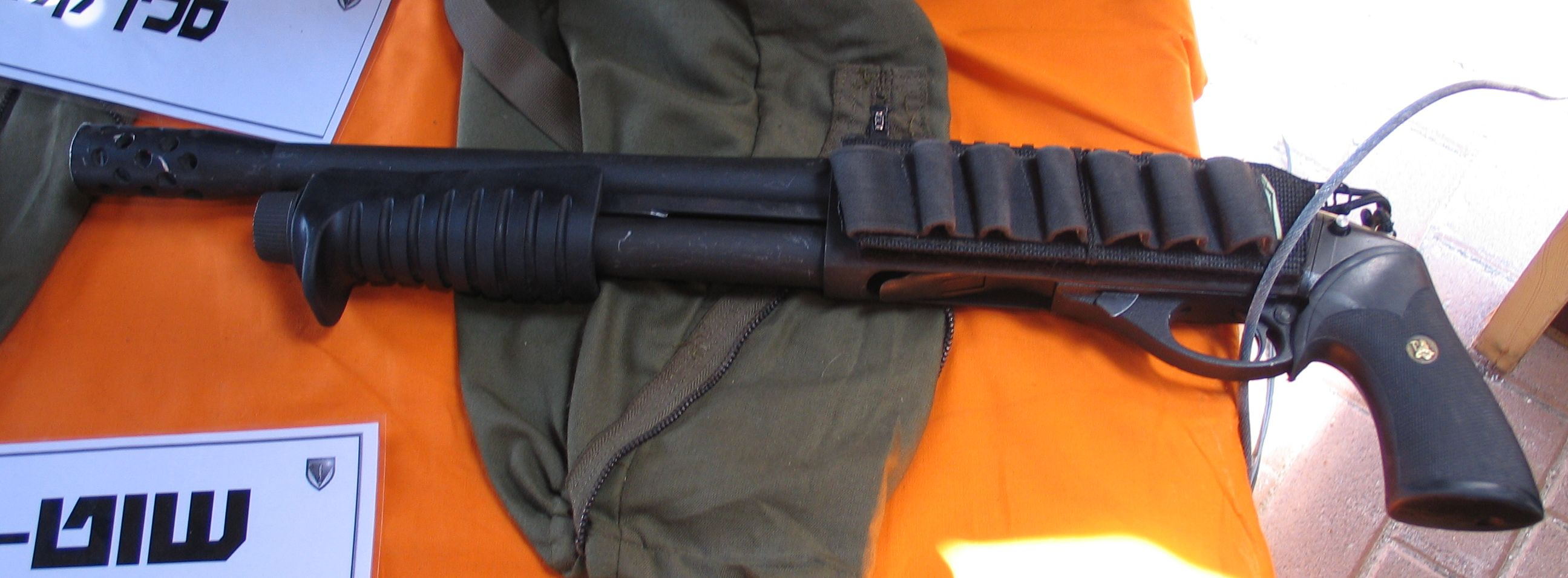
Короткоствольный дробовик фабричного изготовления.
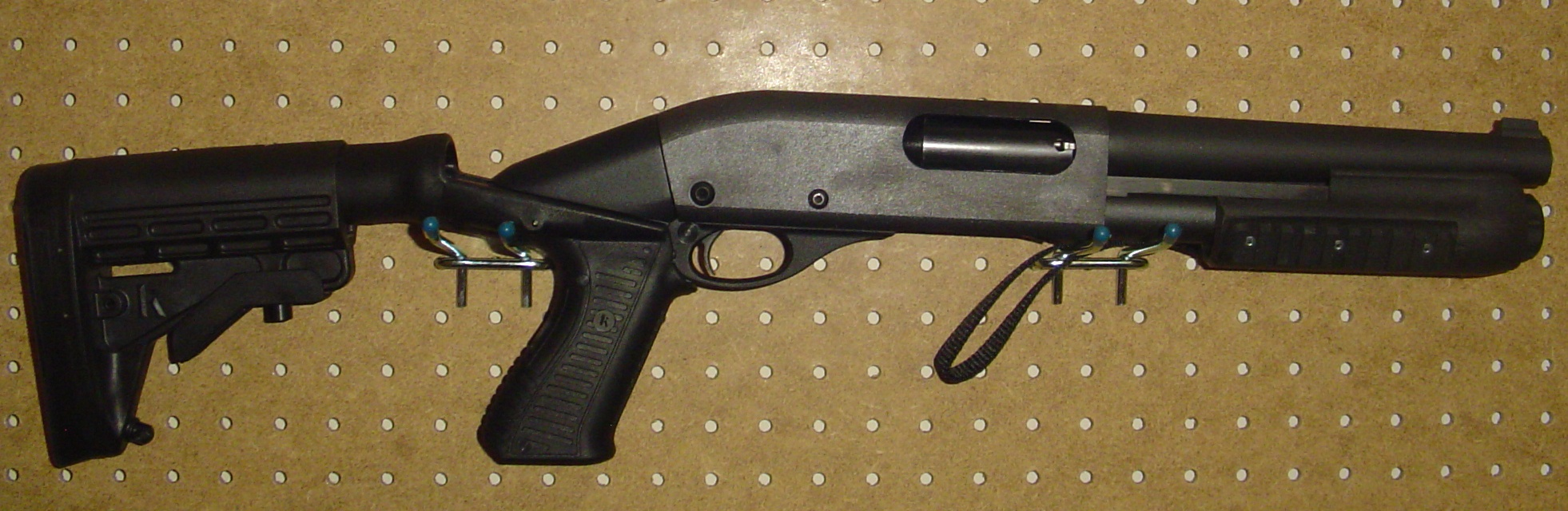
Короткоствольный помповый дробовик на основе ружья «Remington 870 Express».
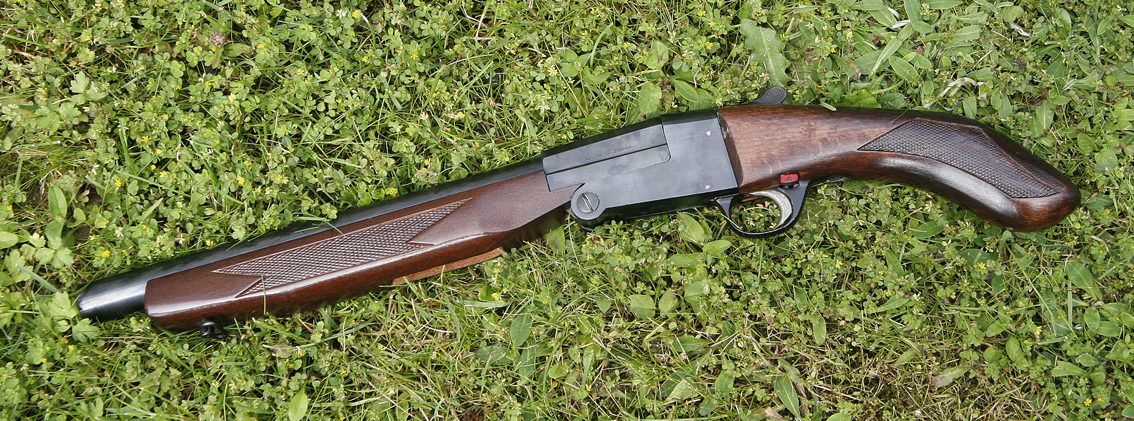
Обрез гладкоствольного ружья (лупара).
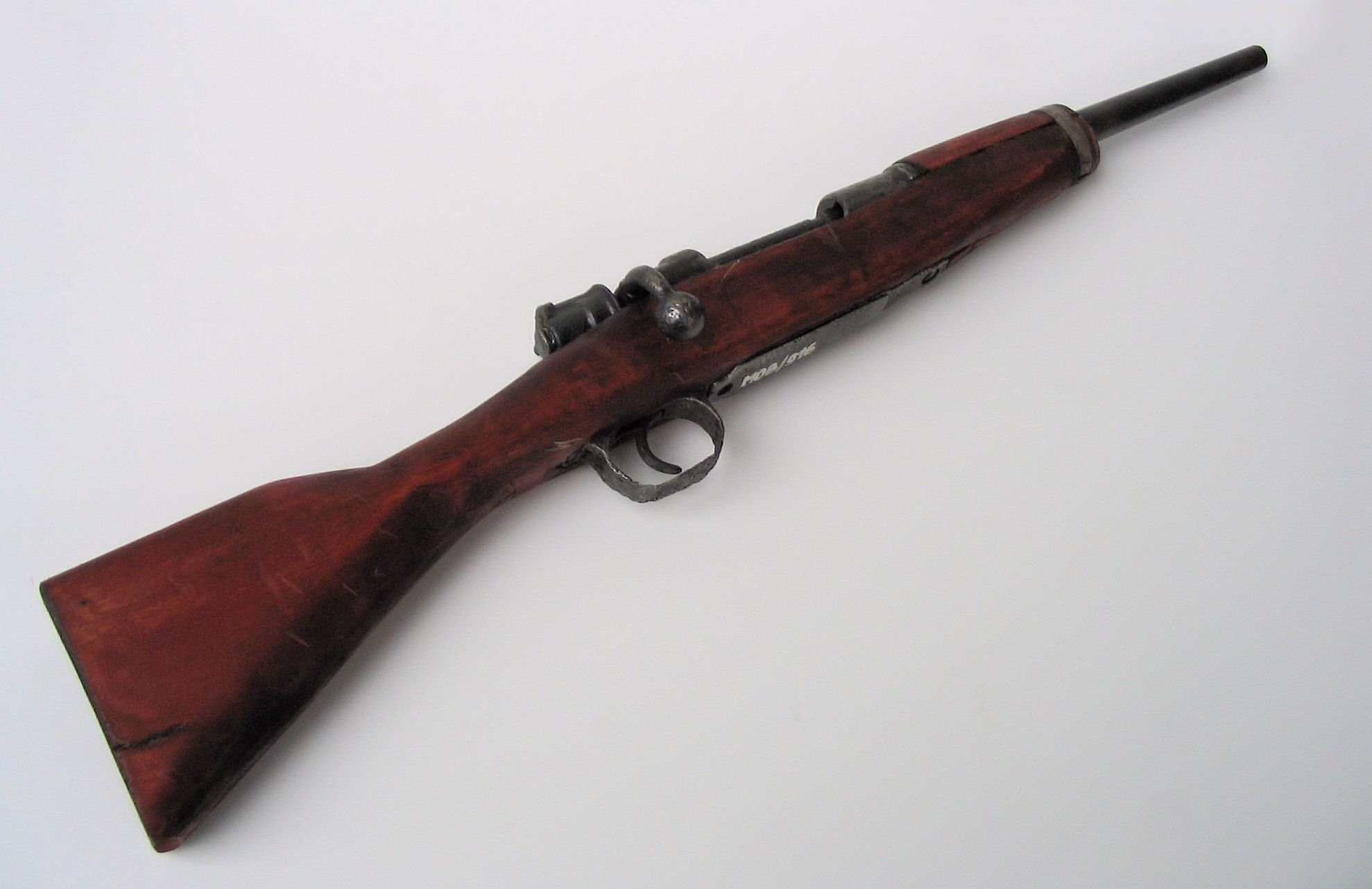
Польский обрез винтовки Маузер обр. 1898 года.
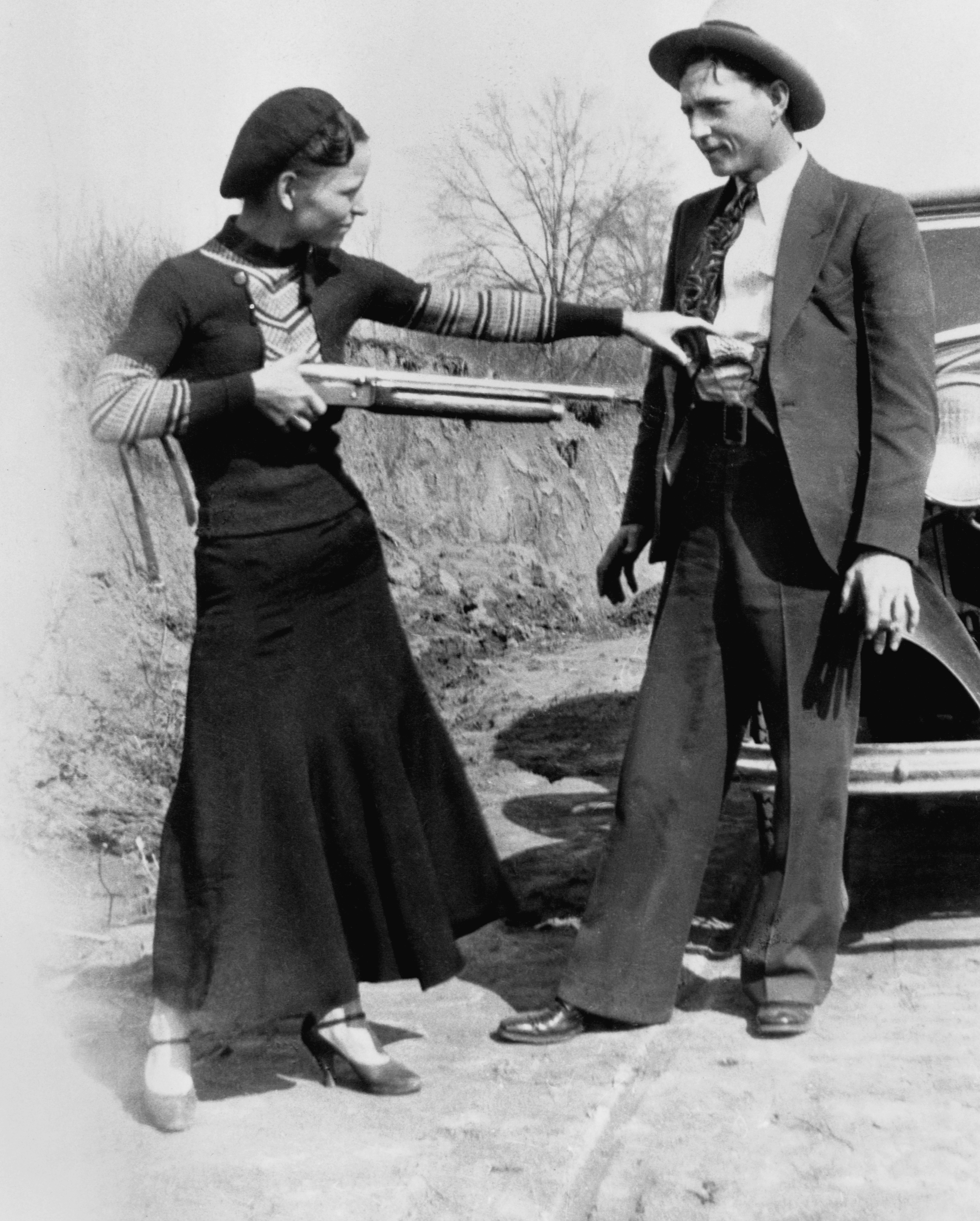
Бонни и Клайд с обрезом Remington M11.
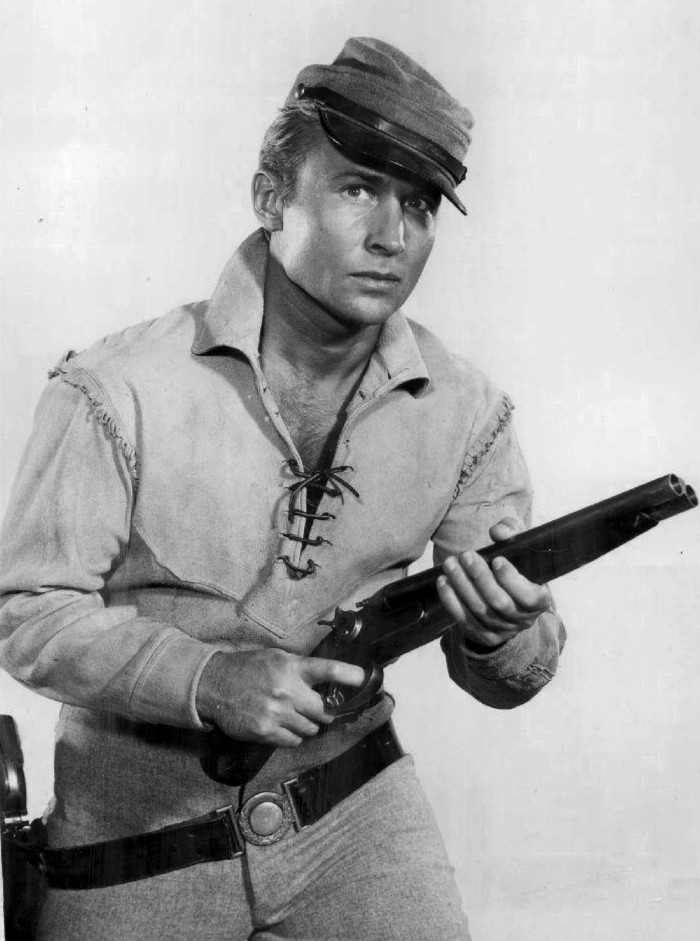
Обрез двустволки — излюбленное оружие героя телесериала «Повстанец[англ.]», США, 1959).